# The Catholic Historical Review
The Catholic Historical Review (CHR) je oficiálním orgánem Americké katolické historické asociace. Byl založen na Americké katolické univerzitě (Catholic University of America) v roce 1915 Thomasem Josephem Shahanem a Peterem Guildayem a vychází čtvrtletně v nakladatelství The Catholic University of America Press. První číslo obsahovalo předmluvu kardinála Jamese Gibbonse, který o časopise napsal: „Prosím o jeho velkorysé přijetí přemýšlivými muži a ženami v zemi a uděluji své požehnání nezištné a horlivé práci obětavé fakulty Katolické univerzity.“ Redaktorem je Nelson Minnich. 
S mezinárodním čtenářským zájmem a celosvětovou řadou přispěvatelů publikuje CHR významné, původní a pokud možno archivně založené články v angličtině na témata související s dějinami různých katolických zkušeností a jejich prolínání s kulturami a jinými náboženskými tradicemi v průběhu staletí a po celém světě. Kromě toho periodikum zveřejňuje recenze (jednotlivé, fóra, eseje a články) napsané odborníky na významné knihy z oboru, uvádí relevantní články, které vyšly v jiných časopisech, a obsahuje rubriku „Poznámky a komentáře“ obsahující zprávy o činnosti sdružení a další zajímavosti pro čtenáře. Každý vědec může zaslat rukopis, který je podroben přísnému dvojitému slepému hodnocení. Kromě toho, že je časopis The Catholic Historical Review k dispozici v tištěné podobě, je k dispozici také v elektronické podobě prostřednictvím projektu MUSE.

## Redakce časopisuThe Catholic Historical Review

### Seznam editorů
- Thomas Shahan, šéfredaktor (1915–1929)
- Peter Guilday, vedoucí redaktor (1929–1941), šéfredaktor (1941–1947)
- Patrick Browne, vedoucí redaktor (1921–1929)
- John Tracy Ellis, vedoucí redaktor (1941–1963)
- Robert Trisco, vedoucí redaktor (1963–2005)
- Nelson H. Minnich, redaktor (2005–)